# Dartford (plaats)
Dartford is een plaats in het bestuurlijke gebied Dartford, in het Engelse graafschap Kent. De plaats telt ongeveer 57.000 inwoners. 

## Geboren
- Jo Crab (1918-1981), Belgisch actrice
- Peter Blake (1932), kunstenaar
- Rick Huxley (1940-2013), basgitarist (The Dave Clark Five)
- Mick Jagger (1943), zanger
- Keith Richards (1943), rockgitarist
- Dick Taylor (1943), popmuzikant
- Chris Jagger (1947), musicus en acteur
- Graham Dilley (1959-2011), cricketspeler
- Pete Tong (1960), dj

## Overleden
- Richard Trevithick (1771-1833), uitvinder
- Andy Fordham (1962-2021), darter

## Verkeer en vervoer
- Station Dartford

## Galerij

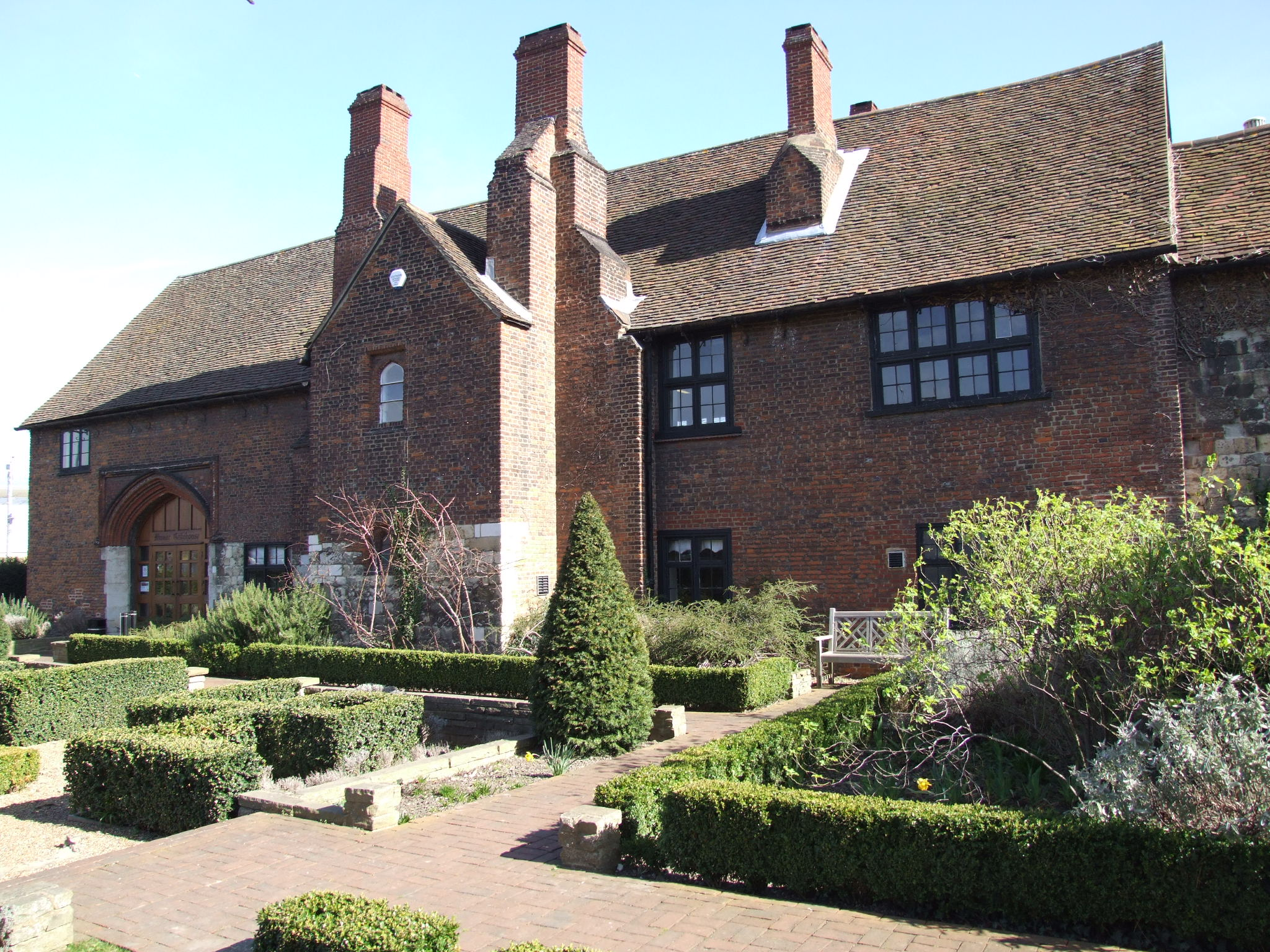
Westelijke toegangshuis van het landgoed van Hendrik VIII van Engeland
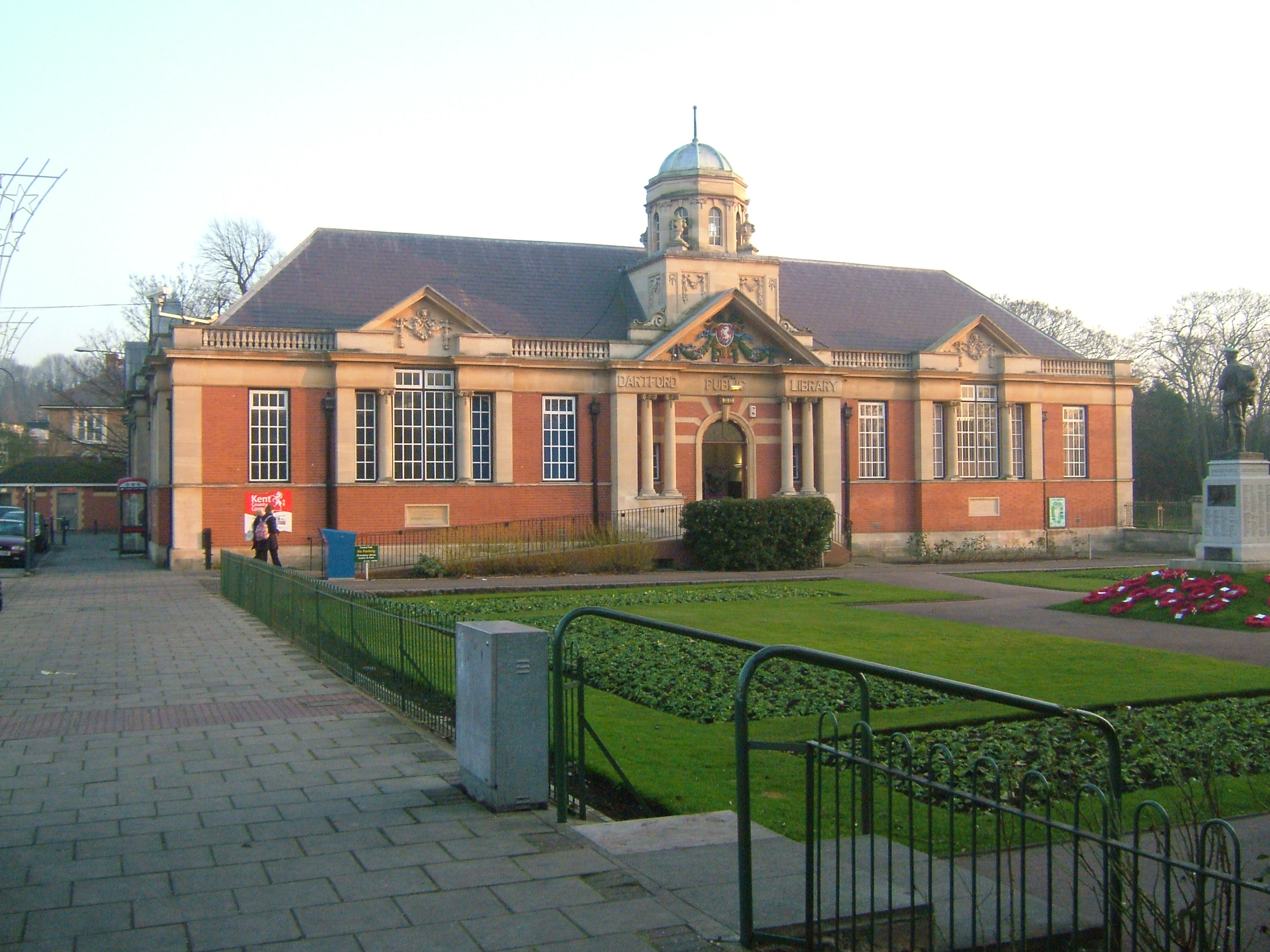
Bibliotheek en museum
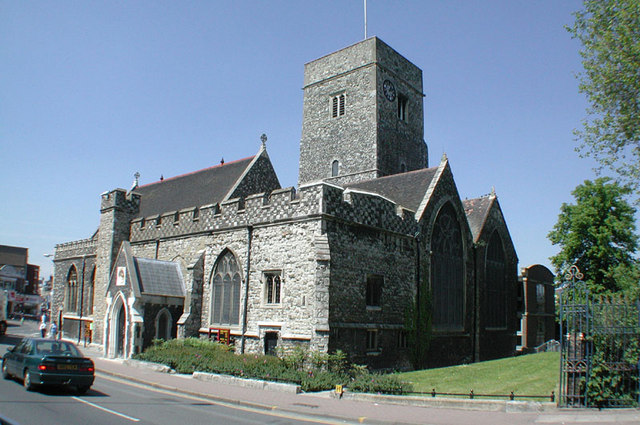
Holy Trinity
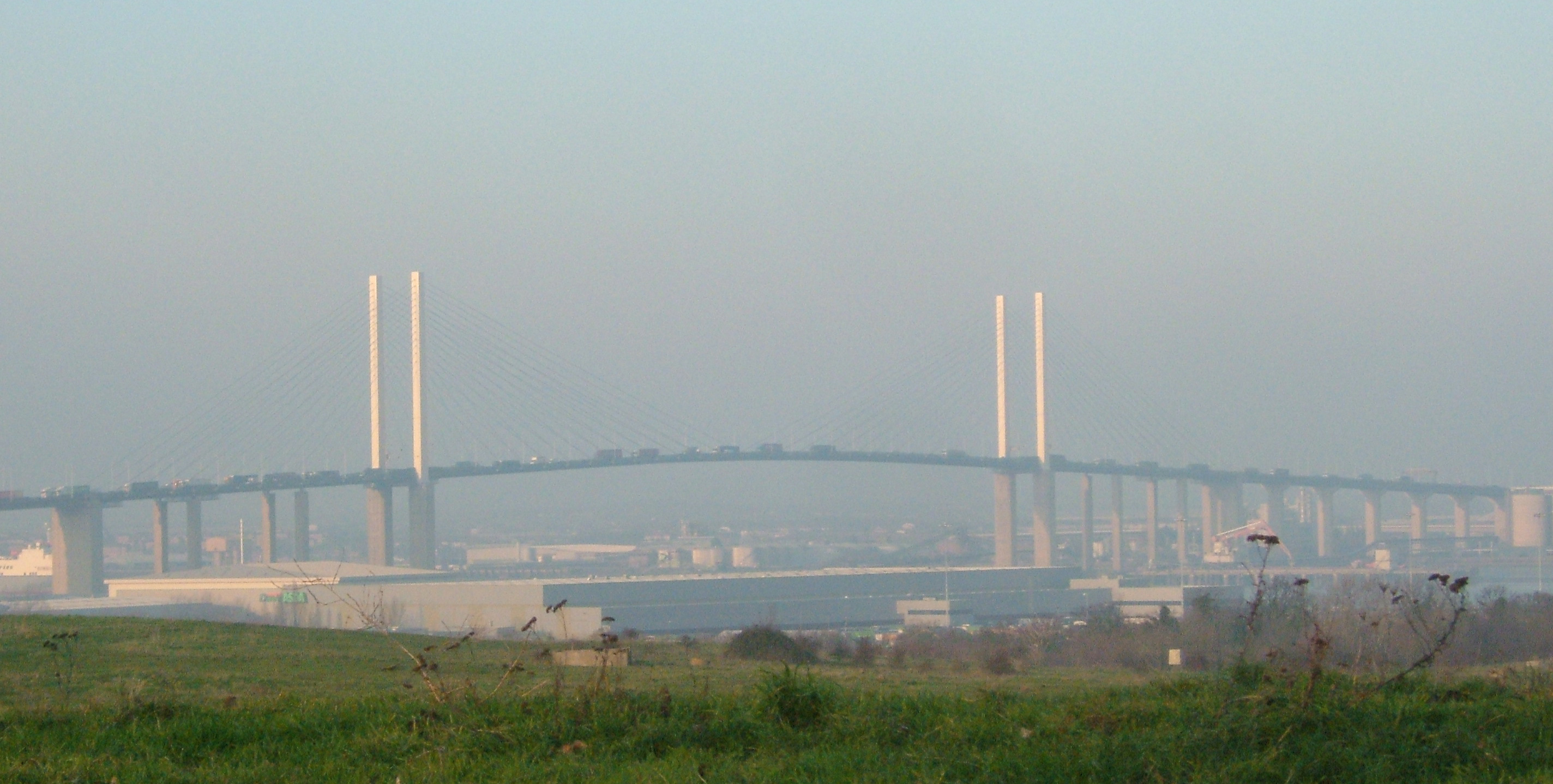
Tolbrug